# Michael Hartnett

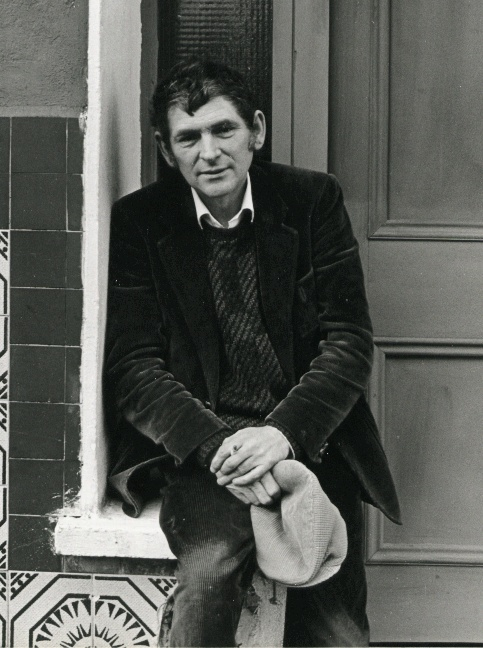

Michael Hartnett (Croom, Condado de Limerick, 18 de septiembre de 1941-Dublín, 13 de octubre de 1999) fue un poeta irlandés. Escribió tanto en inglés como en irlandés. No perteneció a ningún grupo y funcionó fuera de movimientos literarios, fue una de las voces forasteras más significativas de la escritura irlandesa de la segunda mitad del siglo XX.

## Origen y formación
Aunque el nombre de sus padres fue Harnett, le registraron por error como Hartnett en su partida de nacimiento. Siendo adulto, declinó cambiar su nombre legal con el fin de mantenerlo fiel al gaélico «Ó hAirtneada». Pasó su infancia en el pueblo de Newcastle West, Condado de Limerick´. Allí pasaba todo el tiempo con su abuela en el campo cercano y de ella aprendió el gaélico. Posteriormente escribió I loved her from the day she died (La amé desde el día que murió). Se formó en la escuela primaria y el instituto de bachillerato de Newcastle West. El mismo día que acabó el bachillerato, Hartnett se expatrió de Irlanda para instalarse en Londres, donde comenzó trabajando como aprendiz («tea boy») en un solar.

## Obras de juventud
Para entonces Hartnett ya había comenzado escribir y sus obras despertaron la atención del poeta John Jordan, que era profesor de inglés en la facultad University College Dublin. Jordan invitó al joven Hartnett a que asistiera a la universidad por un año. De regreso a Dublín, con James Liddy, fue coeditor de la revista literaria, Arena. También trabajó como encargado del Torre de Joyce en Sandycove durante un tiempo. Volvió brevemente a Londres, donde conoció a Rosemary Grantley, por unos amigos comunes - se casaron el 4 de abril de 1966. En 1968, su primer libro, Anatomy of a Cliché (Anatomía de un cliché), publicado por Poetry Ireland, cosechó críticas. Poco después, volvió definitivamente a Irlanda. 
En su patria encontró trabajo como telefonista de noche en la central de teléfonos de Andrews Street. Mantuvo una relación productiva con New Writers Press, una editorial fundado por Michael Smith y Trevor Joyce, con el cual publicó sus tres libros siguientes. El primero de estos, en el año 1969, The Old Hag of Beare (una traducción del irlandés, «Cailleach Bhéarra», La vieja de Beare), fue seguido por Selected Poems (Poemas escogidos, 1970) y  Tao (siendo una versión del Dào Dé Jing, 1972). Pasó tiempo en España y su Gypsy Ballads, a version of the Romancero Gitano of Federico García Lorca, fue publicado por Goldsmith Press en 1973.

## Adiós al inglés
En 1974, decidió salir de Dublín para redescubrir sus raíces rurales y a su relación con la lengua irlandesa. Permaneció en Templeglantin, alejada algo más de cinco millas de Newcastle West y trabajó por una época como conferenciante de la escritura creativa en Thomond College of Education, Limerick. 
En su libro de 1975, A Farewell to English (Un adiós al inglés) declaró su intención de escribir solamente en gaélico en el futuro, describiendo el inglés como the perfect language to sell pigs in (el idioma perfecto para vender cerdos). Tras esta obra escribió en irlandés: «Adharca Broic» (Cuernos de tejón, 1978), «An Phurgóid» (La purga, 1983) y «Do Nuala: Foighne Chrainn» (Por Nuala: La paciencia del árbol, 1984).

## Vida y obras de última época
Hartnett había comenzado beber mucho alcohol y su alcoholismo contribuyó a la ruptura de su matrimonio. En el año 1984, volvió a Dublín para vivir en el barrio residencial periférico, Inchicore. El año siguiente marcó su regreso al inglés, con la publicación de Inchicore Haiku, obra en la que describe los conflictos personales que padecía desde hacía algunos años. A esta creación le siguieron unos tomos en inglés incluyendo A collar of Wrens (Un cuello de reyezuelos, 1987), Poems to Younger Women (Poemas a unas mujeres más jóvenes, 1989) y The Killing of Dreams (El asesinato de sueños, 1992). 
Simultáneamente continuó trabajando en irlandés, y produjo una secuencia de tomos importantes en la cual tradujo los grandes clásicos gaélicos, entre ellos: Ó Bruadair, Selected Poems of Dáibhí Ó Bruadair (1985) y Ó Rathaille, The Poems of Aodhaghán Ó Rathaille (1999). 
También publicó Collected Poems (dos volúmenes,1984 / 1987), «Dánta Naomh Eoin na Croise» (traducción en irlandés de los poemas de San Juan de la Cruz, 1991) y New and Selected Poems en 1995. Hartnett murió de cirrosis hepática en 1999. Un nuevo Collected Poems apareció en 2001.